# Oxytropis helvetica
Oxytropis helvetica är en ärtväxtart som beskrevs av Scheele. Oxytropis helvetica ingår i släktet klovedlar, och familjen ärtväxter. Inga underarter finns listade i Catalogue of Life.

## Bildgalleri

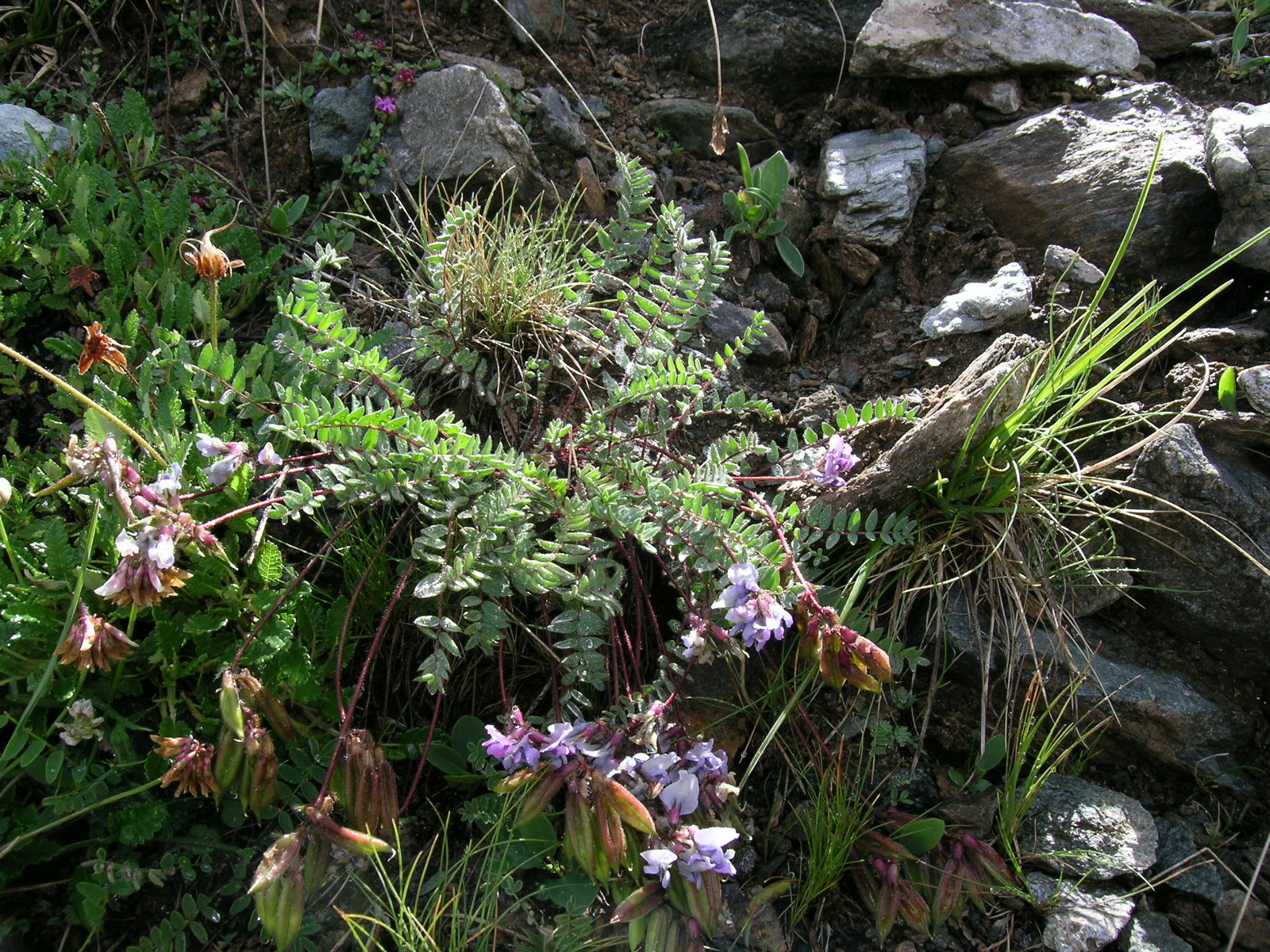
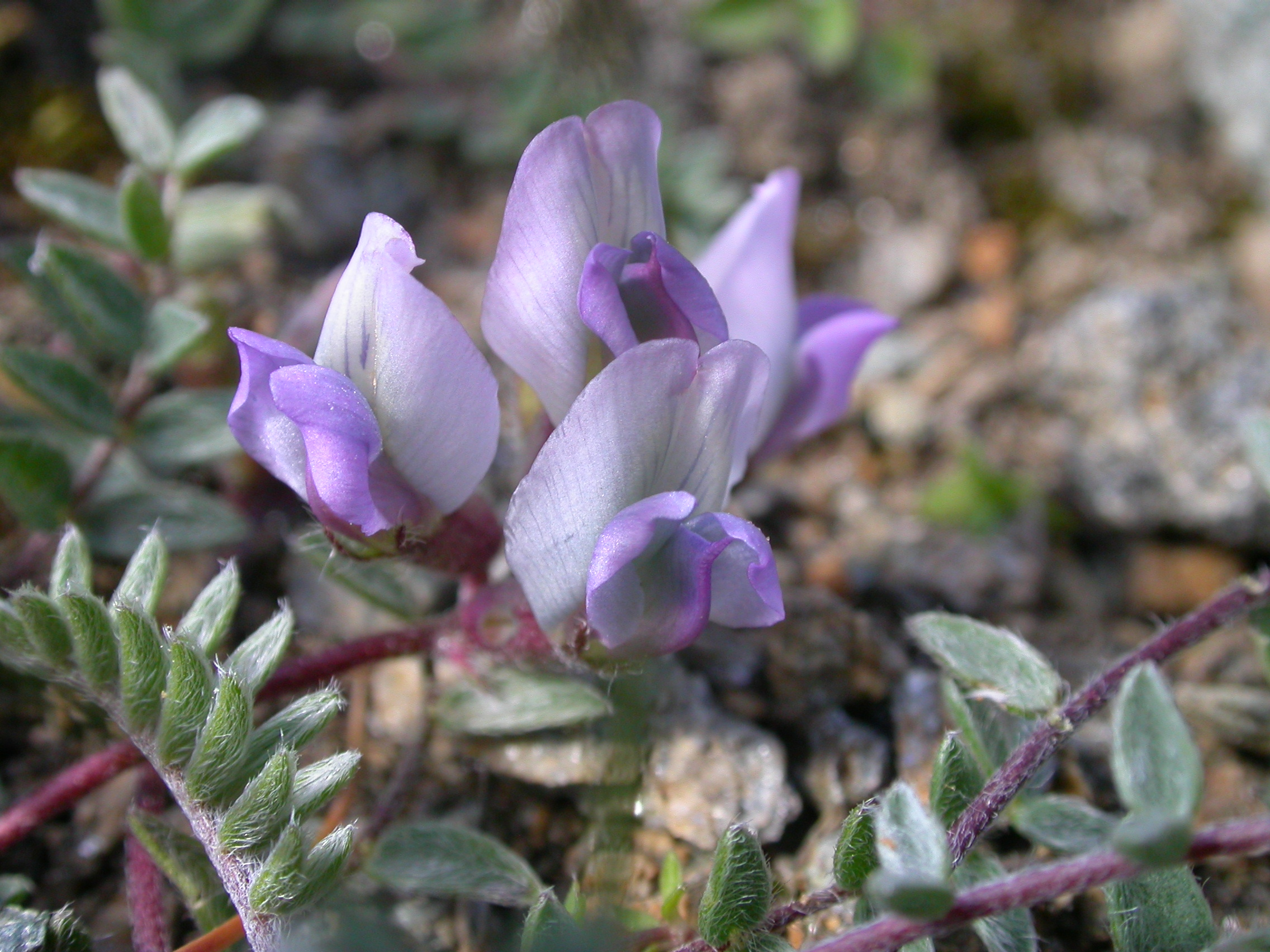
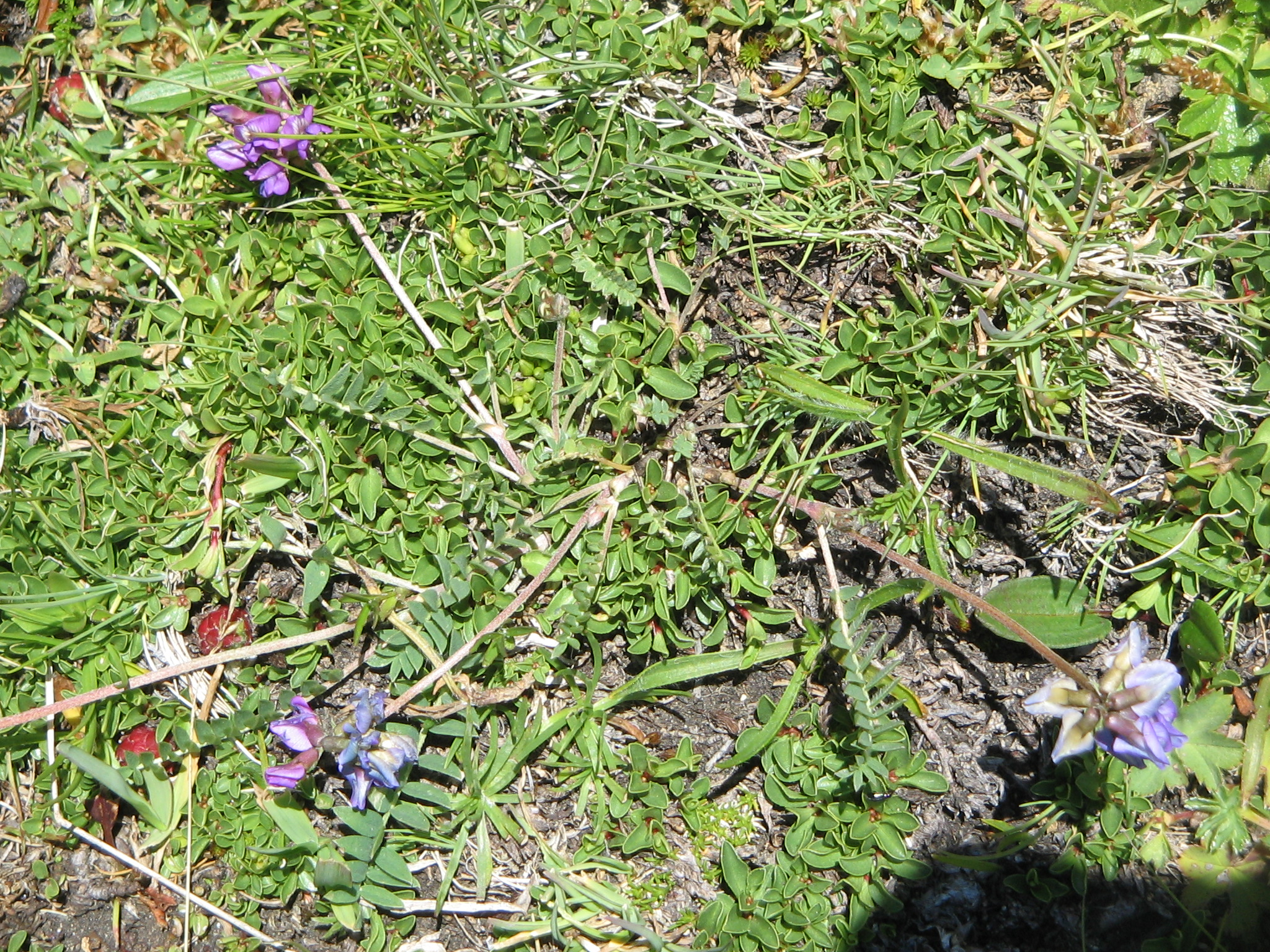
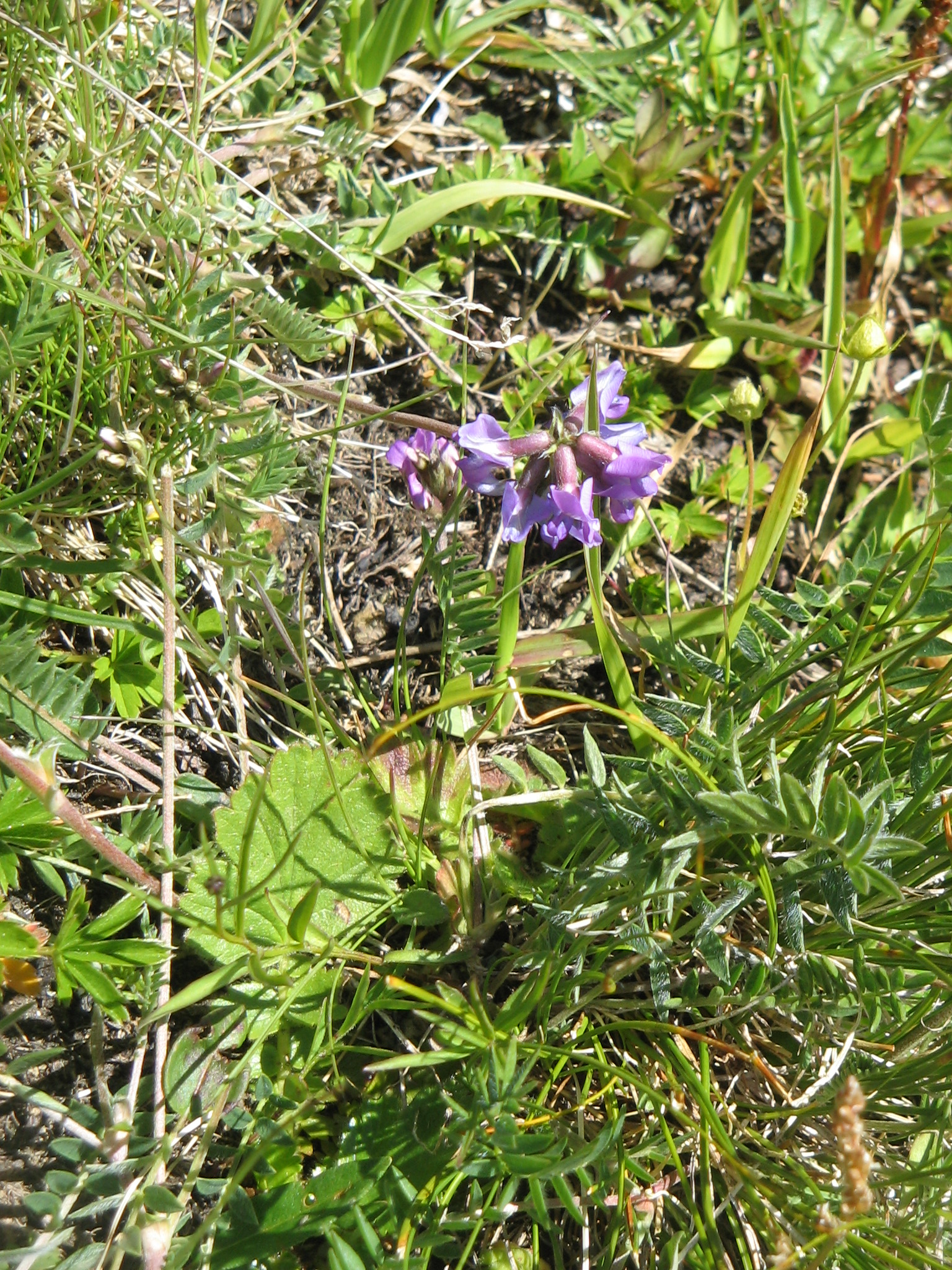